# Dorothea von Ritter-Röhr

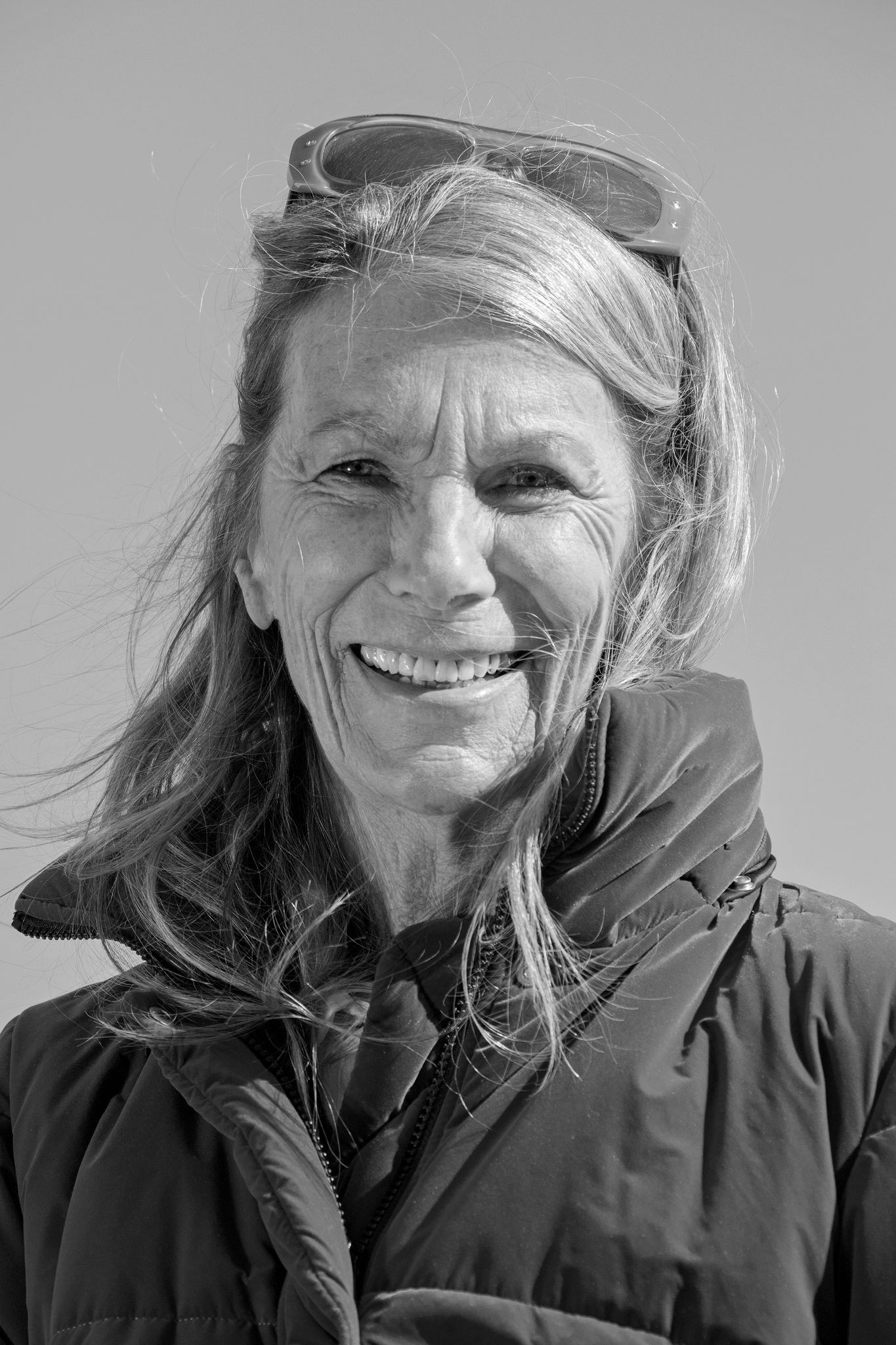
Dorothea von Ritter-Röhr (2020)

Dorothea von Ritter-Röhr (auch Dorothea Freifrau von Ritter zu Groenesteyn-Röhr oder Dorothea Ritter-Röhr; * 1942 in Erfurt) ist eine deutsche Soziologin und Psychoanalytikerin.

## Leben und Wirken

### Kindheit und Jugend
Der Vater von Dorothea war drei Monate vor ihrer Geburt im Zweiten Weltkrieg gefallen. Die Mutter leitete eine Gynäkologische Klinik in Erfurt. Nachdem der politische Druck für Mutter und Tochter zu groß wurde, flohen beide 1959 in die Bundesrepublik. Nach dem Abitur begann Dorothea von Ritter-Röhr mit dem Studium der Soziologie und Psychologie an der Universität Frankfurt. Sie wechselte nach bestandenem Vordiplom nach Marburg und beendete das Studium 1971 bei Helge Pross in Gießen mit einer Dissertation zur „Prostitution in Frankfurt“.

### Beruflicher Werdegang
Nach der Promotion arbeitete von Ritter-Röhr im Wintersemester 1972/1973 als wissenschaftliche Mitarbeiterin bei Horst-Eberhard Richter am Zentrum für psychosomatische Medizin der Justus-Liebig-Universität Gießen. Im Januar 1973 wurde sie zur Dozentin ernannt. Neben ihrer Lehrtätigkeit in Gießen wurde ihr von der Universität Münster ein Lehrauftrag für medizinische Soziologie im Wintersemester 1973/74 erteilt. Damals galten ihre Forschungsinteressen der Didaktik in der medizinischen Soziologie und dem Zusammenhang zwischen Krankheit und Gesellschaft.
1974 wurde von Ritter-Röhr Mitglied in der „Sachverständigen-Kommission zur Erarbeitung der Enquete über die Lage der Psychiatrie in der Bundesrepublik Deutschland – zur psychiatrischen und psychotherapeutischen Versorgung der Bevölkerung“ (Psychiatrie-Enquête).
1976 wurde sie vom Bundesminister für Jugend, Familie und Gesundheit als ordentliches Mitglied in die Kommission zur Auswertung der Erfahrungen mit dem reformierten § 218 StGB berufen.
1979 wurde ihr die kommissarische Leitung der Abteilung Medizinische Soziologie am Zentrum für Psychosomatische Medizin an der Justus-Liebig-Universität Gießen übertragen.
Inzwischen interessierte sie sich für die Gruppendynamik in Theorie und Praxis. In dieser Funktion war sie Mitglied bei der Dozenten-Fakultät am Hernstein Institut für Unternehmensführung und gab an der Universität Gießen Gruppendynamik-Seminare. Zusätzlich war sie als Supervisorin und Organisationsberaterin in Krankenhäusern tätig, ebenso in anderen Bereichen der freien Wirtschaft.
Der Zusammenhang von Individuum, Gruppe und Institution hatte sie bereits seit dem ersten Semester bei Theodor W. Adorno interessiert. 1999 gründete sie den ersten interdisziplinären Qualitätszirkel in Gießen.
Von Ritter-Röhr ist seit 1981 in eigener Praxis niedergelassen. Sie engagierte sich auf dem Gebiet des Qualitätsmanagements im Gesundheitssystem, das sie auch im Rahmen der medizinischen Soziologie besonders interessierte. Sie arbeitete als lizenzierte Trainerin der Kassenärztlichen Bundesvereinigung für Qualitätsmanagement und gab Seminare. Ihre Praxis wurde im Jahr 2005 als erste Gießener Psychotherapeutische Praxis nach ISO 9001:2000 zertifiziert. Weiterhin war sie Dozentin am Horst-Eberhard-Richter-Institut in Gießen. Am 19. Oktober 2018 gründete sie mit sechs weiteren Frauen die Ortsgruppe Gießen von „Omas gegen Rechts“. Innerhalb des ersten Monats wuchs die Gruppe bereits auf mehr als 100 Mitglieder an.
Neben ihrer beruflichen Tätigkeit trat sie in Rundfunk und Fernsehen auf. In der WDR-Sendung von Carmen Thomas Hallo Ü-Wagen war sie als Psychoanalytikerin zu Gast. Im hessischen Fernsehen hatte sie in den Jahren 1975/76 eine eigene Sendung mit dem Titel „Wie hätten Sie’s gemacht“. Dabei wurden durch Rollenspiele konflikthafte Familiensituationen dargestellt, um Lösungen zu erarbeiten. Reno Nonsens und Edith Hancke übernahmen die Rolle der Kinder. Die Eltern wurden aus der Zuschauergruppe rekrutiert. 

### Engagement
Dr. von Ritter-Röhr engagiert sich gegen Altersdiskriminierung und setzt sich für ein aktives, selbstbestimmtes Leben im hohen Alter ein. Im Jahr 2021 wurde sie von dem Fotografen Karsten Thormaehlen für die von Gerhard Steidl kuratierte Ausstellung Young@Heart an der Universitätsmedizin Göttingen porträtiert.
Im Alter von 82 Jahren nahm sie 2025 in der Altersklasse AK 80 an den Hessischen Masters-Meisterschaften im Schwimmen in Bad Homburg teil und belegte den ersten Platz über 50 m Rücken (1:18,65 Minuten) sowie 50 m Freistil (1:19,13 Minuten).

## Fernsehauftritte (Auswahl)
- 1971: Wissenschaftliche Beratung für den Film „Prostitution“ von Thilo Koch
- 30. Januar 1975 – 25. November 1976 Eigene Sendung in HR3 ausgestrahlt über ARD „Wie hätten Sie's gemacht?“ (mit Edith Hancke und Reno Nonsens)
- 29. Mai 1991 Auftritt bei Dagobert Lindlaus ARD-Talkshow „Veranda“ zum Thema Starke Frauen
- 29. Februar 1996 Auftritt bei der Talkshow Ilona Christen
- 23. Februar und 9. März 1995 Auftritt bei Margarethe Schreinemakers (Talkshow)
- 05. Juni 1997 Auftritt bei Hessenschau zum Thema Schönheitsoperationen
- 19. Juli 2013 Auftritt bei Hessenschau
- 30. Mai 2017 Hessenschau „Hessens älteste Pilotin“
- 15. August 2017 im Beitrag „Rote Baronin“ Sat.1

## Schriften
- Karsten Thormaehlen: Young at Heart, Hrsg. Christine von Arnim, Göttingen: Steidl Verlag, 2021, ISBN 978-3-96999-029-2, S. 36–39.
- Prostitution. Eine empirische Untersuchung über abweichendes Sexualverhalten und soziale Diskriminierung, Suhrkamp, Frankfurt 1972, DNB 720214742.
- Soziologische Aspekte des Herzinfarktes. Ärztliche Praxis, Jg. XXV, Nr. 13, 1973.
- Frauen in leitenden Positionen. Internationale Zeitschrift für Erziehung, Nr. 1, Vol. XIX, 1973.
- Prostitution. Postoralanthropologisches Wörterbuch, Wien: Herder 1974.
- Der Arzt, sein Patient und die Gesellschaft. Suhrkamp, Frankfurt 1975, ISBN 978-3-518-00746-4.
- Medizin-Soziologie. Schattauer, Stuttgart 1976, ISBN 978-3-7945-0552-4.
- Einführung zum Thema „Gruppenphänomene“ In: Gruppenanalytische Exkurse. Springer, Berlin 1988, ISBN 978-3-540-18735-6, S. 24–35.
- Peter Heintel u. a. (Hrsg.): Frau und Gruppendynamik. In: Gruppendynamik: Geschichte und Zukunft. WUV, Wien 1996, ISBN 978-3-85114-247-1, S. 289–294.
- D. von Ritter-Röhr u. B. Pesendorfer (Hrsg.): Der Generationenkonflikt heute. In: Denkstoff, B. Pesendorfer (Hrsg.), St. Gallen 1997, ISBN 978-3-906771-11-3.
- Männer – Frauen – T-Gruppe. In: Betrifft TEAM. Peter Heintel (Hrsg.), VS-Verlag, Wiesbaden 2006, ISBN 978-3-531-16260-7, S. 251–258.
- Die Prostituierten als soziale „Outgroup“. In: Psychosomatik im Wandel der Zeiten. Johannes Kruse u. a. (Hrsg.), Gießen 2012, ISBN 978-3-8379-2258-5, S. 79–98.